# Nilvange
Nilvange település Franciaországban, Moselle megyében. Lakosainak száma 4375 fő (2022. január 1.). Nilvange Algrange, Fontoy, Hayange, Knutange és Thionville községekkel határos.

## Népesség
A település népességének változása:
| Lakosok száma | 8136 | 5944 | 5583 | 5019 | 4889 | 4796 | 4725 | 4515 | 4430 | 4375 |
|               | 1968 | 1982 | 1990 | 2006 | 2013 | 2015 | 2017 | 2019 | 2020 | 2022 |